# Ar metanado
Ar metanado é um gás combustível da 1.ª família, utilizado como substituto do gás de cidade, produzido por fraccionamento de naftas químicas. O metano produzido na síntese é misturado com ar de forma a obter-se um gás combustível com um índice de Wobbe similar ao do gás de cidade. Contudo, ao contrário do gás de cidade, o ar metanado é um gás seco, o que obriga a uma humidificação com metanol quando é utilizado em redes com tubagem de ferro onde sejam utilizados fios de linho como vedante das juntas.